# Kilómetros (canción de Sin Bandera)
«Kilómetros» es una canción y el segundo sencillo de la agrupación mexicana-argentina Sin Bandera de su álbum debut de estudio del mismo nombre (2002). Fue lanzada al mercado el día 11 de marzo del 2002.
También ha estado dentro de los discos de grandes éxitos de ellos y en vivo de todas sus presentaciones.

## Lista de canciones

### CD - Promo[5]
| Entra en mi vida/Kilómetros — Single |                    |          |  |
| N.º                                  | Título             | Duración |  |
| 1.                                   | «Entra en mi vida» | 4:09     |  |
| 2.                                   | «Kilómetros»       | 3:41     |  |

### CD 2 - Promo[6]
| Kilómetros — Single |                              |          |  |
| N.º                 | Título                       | Duración |  |
| 1.                  | «Para Alcanzarte»            | 4:28     |  |
| 2.                  | «Kilómetros (Album Version)» | 3:41     |  |

## Posiciones en las listas (2004)
| Listas (2004)                              | Posición |
| ------------------------------------------ | -------- |
| Estados Unidos Billboard Hot Latin Tracks  | 13       |
| Estados Unidos Billboard Latin Pop Airplay | 29       |